# Anne Zielke
Anne Zielke (* 1972 in Dresden) ist eine deutsche Schriftstellerin und Journalistin.

## Leben
Zielke studierte Philosophie in München, war kurzzeitig Redakteurin des SZ-Magazins, danach Redakteurin im Feuilleton der Frankfurter Allgemeinen Sonntagszeitung, für die sie auch als Kolumnistin arbeitete. Von 2003 bis 2004 lebte sie als Korrespondentin in Brasilien. Daneben erschienen literarische Arbeiten, für die sie mehrfach ausgezeichnet wurde. Zielke arbeitet als Dozentin an der Universität Hildesheim und lebt in Köln. Sie ist Mitglied im Berufsverband Freischreiber.

## Werke
- Die Frau, die vom Himmel fiel und andere wahre Geschichten. Blumenbar, München 2008.
- Niemand, null und Nasenbär. Kolumnen. Lübbe, Bergisch Gladbach 2008.
- Arraia. Novelle. Blumenbar, München 2004.

## Auszeichnungen
- 2003: Axel-Springer-Preis